# Hermann Neubacher
Hermann Neubacher (ur. 24 czerwca 1893 w Wels, zm. 1 lipca 1960 w Wiedniu) – niemiecki polityk narodowosocjalistyczny i dyplomata.

## Kariera polityczna
Uczył się w gimnazjum w Kremsmünster, a następnie studiował leśnictwo w Wiedniu. Początkowo związany politycznie z Socjaldemokratyczną Partią Austrii, z czasem zafascynował się ideą pangermanizmu, zakładając w 1925 stowarzyszenie Österreichisch-Deutscher Volksbund i współpracując z Engelbertem Dollfußem oraz Arthurem Seyss-Inquartem. W 1935 wstąpił do partii nazistowskiej.
Po Anschlussie Austrii objął stanowisko burmistrza Wiednia, ale w 1940 został odsunięty z tego stanowiska. Powodem były jego wcześniejsze związki z socjaldemokratami, a także pełen wyrozumiałości stosunek do ludności żydowskiej. Pełnił funkcję przedstawiciela gauleitera Wiednia - Josefa Bürckela.
W 1941, po wybuchu wojny na Bałkanach pełnił funkcję ambasadora Rzeszy w Rumunii, a następnie specjalnego wysłannika niemieckiego ministerstwa spraw zagranicznych w Grecji. Jako niemiecki przedstawiciel w Grecji i Albanii podjął próby współpracy z lokalnymi elitami politycznymi. W 1943 został skierowany do Serbii, aby doprowadzić do współpracy gen. Milana Nedicia i czetników Draży Mihailovicia, przeciwko partyzantom Tity. Po kapitulacji wojsk włoskich w Albanii, 11 września 1943 przyleciał do Tirany, gdzie na polecenie Joachima von Ribbentropa proklamował niepodległość Albanii, pod patronatem Niemiec.

## Plan Neubachera
W 1943 Neubacher przedstawił Ribbentropowi plan, który miał usprawnić niemiecki system okupacyjny na Bałkanach. Zakładał on połączenie Serbii z Czarnogórą, ustanowienie gen. Milana Nedicia prezydentem Wielkiej Serbii, otwarcie uniwersytetu w Belgradzie i zmniejszenie niemieckiej obecności wojskowej w Serbii do oddziałów żandarmerii. Planu nie zrealizowano.

## Powojenne losy
Po zakończeniu wojny H. Neubacher stanął przed jugosłowiańskim sądem wojskowym, który w 1946 skazał go na 20 lat ciężkich robót. Karę odbywał w dawnym budynku Gestapo w Belgradzie. Zwolniony z więzienia w listopadzie 1952 z uwagi na zły stan zdrowia. Wyjechał do Austrii. Pracował jako inżynier budowlany w Salzburgu, a następnie w Etiopii i jako konsultant Austrian Airlines. W 1956 wydał wspomnienia z czasów II wojny światowej.

## Publikacje
- 1919: Die forstliche Rente. Ein kritischer Beitrag zum Reinertragsproblem in der Forstwirtschaft
- 1932: Kampf um Mitteleuropa
- 1956: Sonderauftrag Südost, 1940-1945. Bericht eines fliegenden Diplomaten
- 1959: Die Festung der Löwen. Äthiopien von Salomon bis zur Gegenwart